# Алефельд (дворянский род)

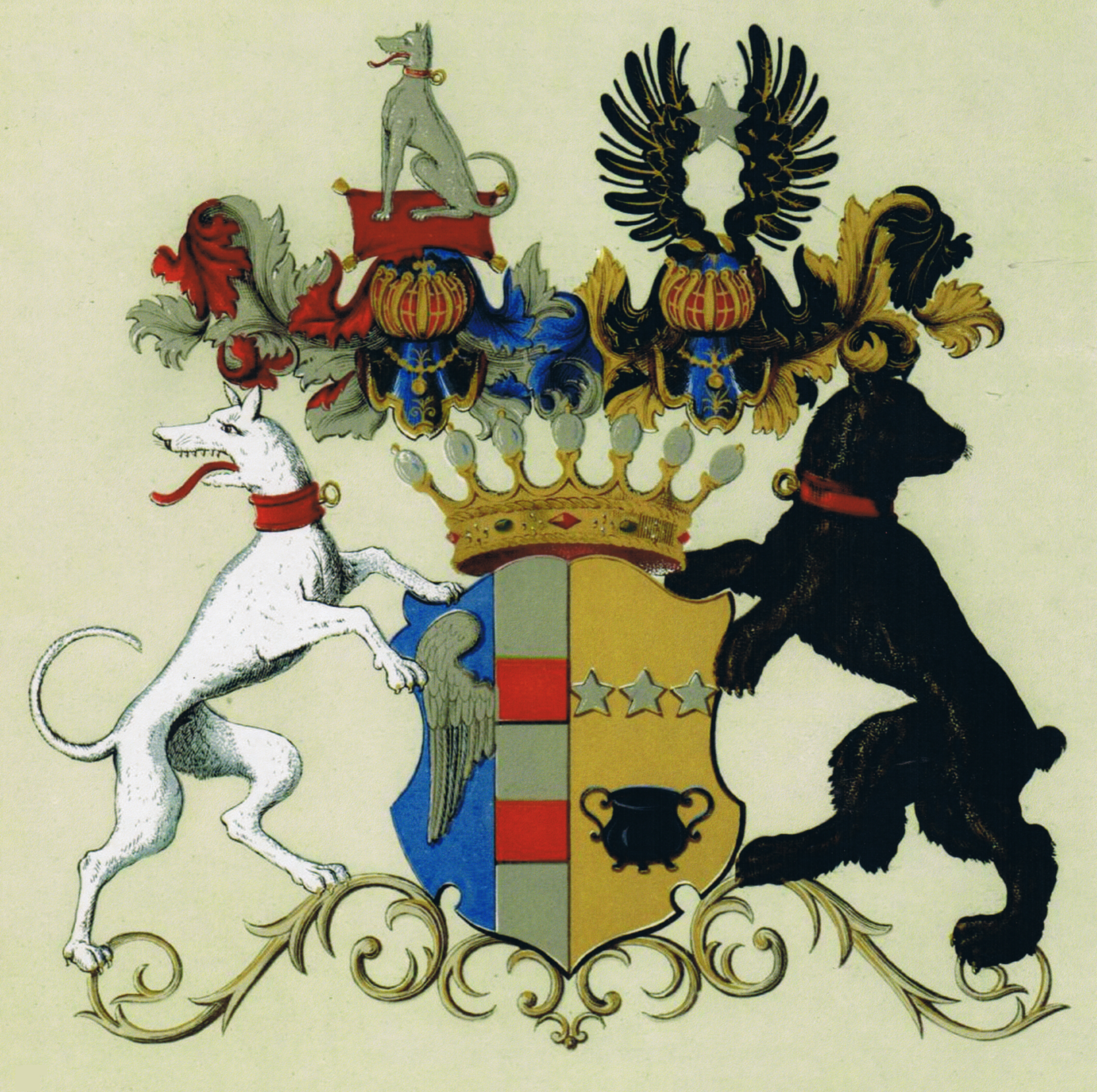
Герб баронов фон Ден Алефельдт

Алефельд (Альфельдт) (нем. Ahlefeld) — древний дворянский род, который процветал с начала XIV века в Шлезвиг-Гольштейне (Германия) и Дании.
Гунолт из швабского рода Бальждуфенов основал 1066 году близ местечка Альфельд замок того же имени. Его правнук Конрад бежал в 1153 году к датскому королю, который дал ему поместье Зеегарден в Шлезвиге.
Потомки Конрада разделились на несколько линий, из которых две — Гравенштейнов и Ейхельстарков — получили графский титул.
Первая из этих линий получила титул графов 14 декабря 1665 года в лице Фридриха I (1623—1686; нем. Friedrich von Ahlefeldt), который был датским канцлером и президентом совета, а равным образом штатгальтером в Шлезвиг-Гольштейне и купил поместья Риксинген и Мерсбург в Вестфалии. В 1672 году он был сделан ландграфом Лангеланна.
Его дядя, граф Ганс фон Алефельд из Глоруп (1620—1694), генерал-лейтенант и комендант Ниборга, и другой дядя, Фридрих фон Алефельд из Мааслебен (ум. 1672), генерал-лейтенант и комендант Копенгагена, отличились при осаде Копенгагена шведами.
Сын графа Фридриха I, граф Карл фон Алефельд (1670—1722), некоторое время возглавлял кабинет министров и был отцом Фридриха II фон Алефельда (1702—1773), датского генерала кавалерии.
Сын предыдущего, граф Христиан фон Алефельд, генерал-майор кавалерии (ум. 1791), получил в 1785 году ландграфство Лаурвиг в Норвегии как наследство после его родственницы, графини Гульденлёве. Он продал это наследство, и соответствующий капитал, который должно было хранить, он внёс в государственную кассу. Каждый из его наследников, который пользовался процентами этого капитала, обладал всеми привилегиями ландграфа и носил фамилию Алефельдт-Лаурвиг.
Высочайше утверждённым, 21 ноября 1888 года, мнением Государственного совета потомственному дворянину Эмилю Ричардовичу Алефельд-Лаурвигену дозволено пользоваться в России графским титулом королевства Датского.
Сын Христиана был граф Йенс Юэль фон Алефельд (1764—1794), которого внук граф Фридрих III фон Алефельд (род. 1817), был датский камергером и гоф-егермейстером.
Брат Йенс Юэля, граф Фридрих фон Алефельдт (1760—1832), был отцом известной госпожи Лютцов, урождённой графини Елизы фон Алефельдт.
Ейхельсмаркская линия происходит от Бурхарта фон Алефельдта, датского действительного тайного советника, который получил графский титул от короля Христиана V 1672 году.
Его правнук, граф Конрад фон Алефельдт (1771—1837), был отцом графа Карла фон Алефельдта (род. 1797).

## Известные представители рода
- Шарлотта фон Алефельд
- Элиза Алефельдт